# 瑪格利特 (2011年電影)
《瑪格利特》（英語：Margaret，/ˌmɑːrɡəˈrɛt/）是一部2011年美國劇情片，由肯尼斯·洛勒根執導兼編劇，主演包括安娜·派昆、J·史密斯-卡梅倫、尚·雷諾、艾莉森·珍妮、馬修·波特歷、马克·鲁法洛、麥特·戴蒙、珍妮·伯林和基蘭·克金。劇情講述一名年輕女子目睹了一場公共汽車事故，並被捲入了後果之中，這陸續影響了許多人的生活。福斯探照灯影业原定電影於2005年上映，但一再被推遲，而洛勒根努力創造他滿意的最終剪輯，導致多起訴訟。訴訟於2014年結束。

## 演員
- 安娜·派昆飾演麗莎·柯恩（Lisa Cohen）
- J·史密斯-卡梅倫（英语：J. Smith-Cameron）飾演瓊安·柯恩（Joan Cohen）
- 尚·雷諾飾演拉蒙·卡梅倫（Ramon Cameron）
- 小约翰·加拉赫飾演達倫·羅迪弗（Darren Rodifer）
- 艾莉森·珍妮飾演莫妮卡·帕特森（Monica Patterson）
- 馬修·波特歷飾演約翰·安德魯·范塔塞爾（John Andrew Van Tassel）
- 马克·鲁法洛飾演傑拉德·馬雷蒂（Gerald Maretti）
- 麥特·戴蒙飾演亞倫先生（Mr. Aaron）
- 珍妮·伯林飾演艾米麗·史密斯（Emily Smith）
- 基蘭·克金飾演保羅·赫希（Paul Hirsch）
- 肯尼斯·洛勒根飾演卡爾（Karl）

## 外部連結
- Los Angeles Times on production of Margaret （页面存档备份，存于）
- Mike D'Angelo on a grassroots movement to try to save a movie against its distributor's will （页面存档备份，存于）
- 互联网电影数据库（IMDb）上《瑪格利特》的资料（英文）
- 豆瓣电影上《瑪格利特》的資料 （简体中文）
- Box Office Mojo上《瑪格利特》的資料（英文）
- 爛番茄上《瑪格利特》的資料（英文）
- Metacritic上《瑪格利特》的資料（英文）